# Cobh Heritage Centre

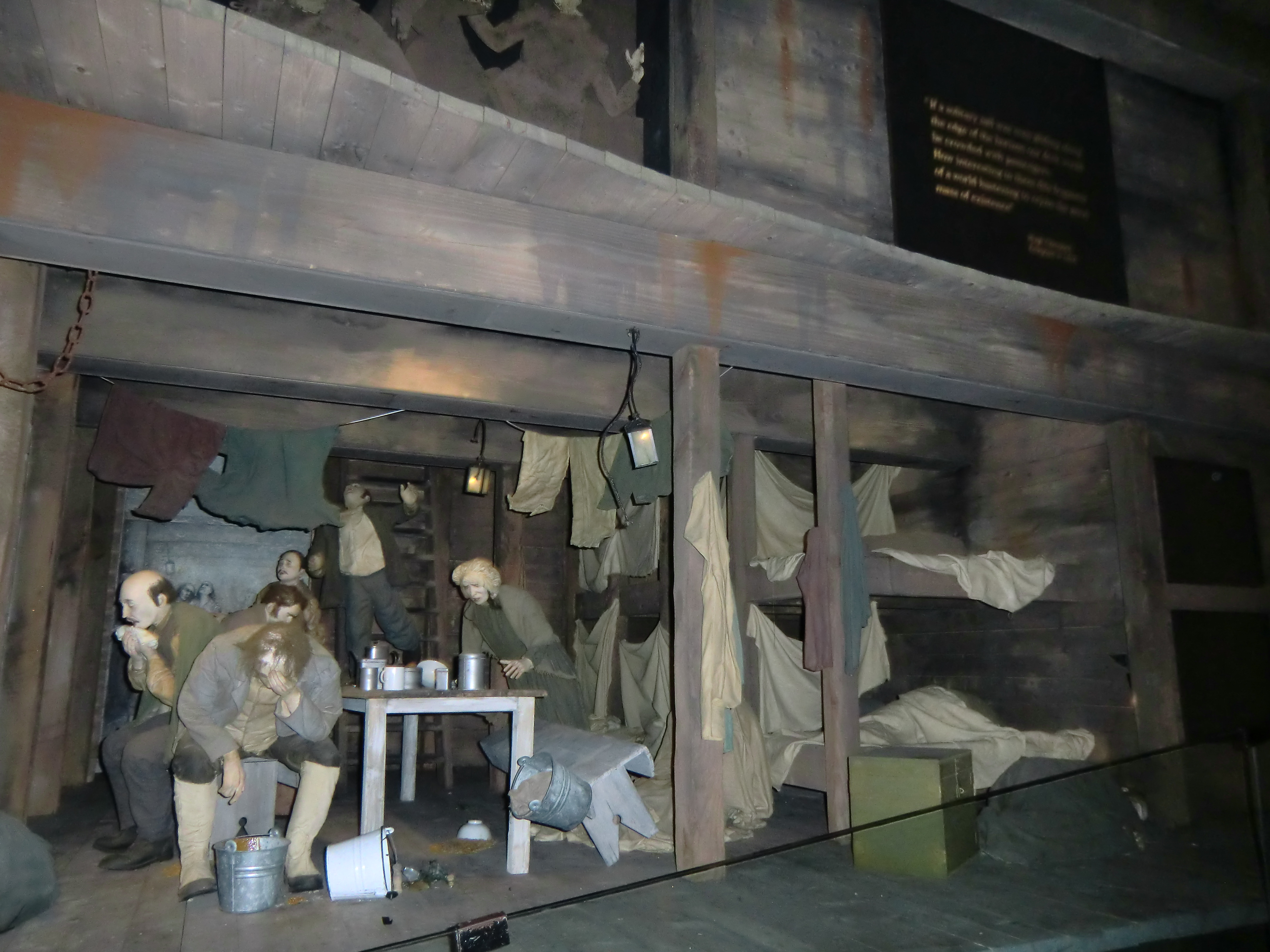
Rekonstruktion eines Auswandererschiffs

Das Cobh Heritage Centre in Cobh erinnert an die irische Auswanderung und die Schiffskatastrophen der Titanic und der Lusitania.

## Beschreibung
Über drei Millionen Iren verließen Irland über den Hafen von Cobh. In dem Zentrum, das im viktorianischen Bahnhof von Cobh liegt, wird die Geschichte der ersten irischen Auswanderer nach Virginia, Carolina und Kanada ebenso gezeigt wie die Deportation von irischen Zwangsarbeitern auf die Westindischen Inseln zur Zeit von Cromwell. Die Auswanderergeschichte umfasst die Zeit von 1600 bis in die 1950er Jahre und thematisiert auch die Große Hungersnot in Irland. Auch der Untergang der Titanic und der Lusitania wird aufgegriffen, da Cobh der letzte angelaufene Hafen dieser Unglücksschiffe war.